# Elena Subirats
Elena Subirats (30 de dezembro de 1947 – 28 de março de 2018) é uma ex-tenista profissional mexicana.
Elena Subirats ganhou em simples os Jogos Pan-Americanos de 1967, em Winnipeg.